# Surat
För andra betydelser, se Surat (olika betydelser).
Surat är en hamnstad vid Khambatbukten i den södra delen av indiska delstaten Gujarat och är centralort i ett distrikt med samma namn. Folkmängden uppgick till cirka 4,5 miljoner invånare vid folkräkningen 2011. Storstadsområdet beräknades ha cirka 6,6 miljoner invånare 2018. Staden ligger vid floden Tapti och kallades förr Suryapur, som betyder solstad.
Surat var den ledande hamnstaden i stormogulernas rike och är nu en stad med tillverkning av mattor, textilier, guld- och silverprodukter. Rollen som ledande hamnstad förlorades under 1800-talet till Bombay. Staden är idag ett internationellt centrum för diamanthandel, där ett antal jainfamiljer dominerar.

## Historia
Staden erövrades 1194 av Qutb ad-Din Aybak, delhisultanatets grundare. 1373 plundrades staden av sultanens trupper. Surat erövrades sedan av portugiserna 1512, som plundrade och brände staden till grunden. Brittiska Ostindiska Kompaniet etablerade sig i Surat 1612, och staden var kompaniets högkvarter i Indien fram till 1687. 1671 plundrades staden ånyo, den gången av Shivaji.